# Agave margaritae
Agave margaritae är en sparrisväxtart som beskrevs av Townshend Stith Brandegee. Agave margaritae ingår i släktet Agave och familjen sparrisväxter. Inga underarter finns listade i Catalogue of Life.